# Fred Hissbach
Fred Hissbach est un journaliste, réalisateur, né le 1er septembre 1973 à Paris.

## Biographie professionnelle
Fred Hissbach a été chroniqueur sur la dernière saison de La Quotidienne sur France 5 (saison 8). Il y présentait chaque semaine une revue de presse conso. La Quotidienne (émission de télévision)
Depuis 2015, Fred Hissbach est également responsable du pôle documentaire de la société de production Jaraprod.
De 2012 à 2015, Fred Hissbach présente et réalise Visa pour l'aventure, une émission de 80 minutes diffusée sur France 5. Cette série documentaire nous emmène dans la jungle du Bengale, au cœur de la forêt amazonienne, dans les mines de saphirs de Madagascar, ou les temples mayas du Guatemala,,,.
En 2011, il obtient le prix Télémaque, pour son documentaire C'est pas le pied la guerre ? diffusé sur France 2 dans Infrarouge. Il réalise à l'occasion la meilleure audience de cette case avec 1,3 million de téléspectateurs. 
En 2011, il a été présentateur et rédacteur en chef de Code 12, un magazine d'enquête et de grand reportage, 10 numéros ont été diffusés en prime-time sur NRJ 12[réf. nécessaire].
En 2010, il a signé un prime-time de 90 minutes pour France 3 : Pirates à bord : au cœur d'une prise d'otages, relatant la célèbre prise d'otages du voilier français le Ponant.
En 2008, il obtient l'exclusivité de suivre Nicolas Sarkozy lors d'une visite d'État en Inde : Dans les coulisses d'un Voyage Présidentiel, un documentaire de 90 minutes diffusé sur France 3 et France 5.
Cette même année, Fred Hissbach passe deux mois en Afghanistan aux côtés des troupes françaises Mission Afgha : au cœur du 8e RPIMA, un documentaire de 52 minutes diffusé sur France 5.
Depuis 2007, Fred Hissbach réalise des documentaires produits par Jara Prod.
Le journaliste a aussi passé deux ans à Rio de Janeiro au Brésil. Il en a profité pour réaliser de nombreux documentaires sur place : Les Kidnappings à Sao Paulo pour TF1, Le Bateau de la Justice en Amazonie pour France 5, La Guerre dans les favelas pour M6...
Depuis 2001, Fred Hissbach a réalisé de nombreuses enquêtes pour les magazines de M6 : Capital, Zone interdite, Enquêtes Exclusives, C'est leur Destin, Ça me Révolte...

## Filmographie
- 2011 : C'est pas le pied, la guerre ?[14], diffusé sur France 2.